# رو ۲ تریپلین
رو ۲ تریپلین (به انگلیسی: Roe II Triplane) یک هواپیمای ساختِ کارخانهٔ آورو در کشور بریتانیا است. این هواپیما در ۱۹۱۰ میلادی نخستین پرواز خود را انجام داد.